# 1813
1813 (MDCCCXIII) je bilo navadno leto, ki se je po gregorijanskem koledarju začelo na petek, po 12 dni počasnejšem julijanskem koledarju pa na sredo.

## Rojstva
- 12. februar - James Dwight Dana, ameriški geolog, mineralog, naravoslovec, zoolog († 1895)
- 15. marec - John Snow, angleški zdravnik († 1858)
- 18. marec - Christian Friedrich Hebbel, nemški dramatik in lirik († 1863)
- 19. marec - David Livingstone, škotski misijonar, zdravnik, raziskovalec Afrike († 1873)
- 5. maj - Søren Kierkegaard, danski filozof († 1855)
- 22. maj - Wilhelm Richard Wagner, nemški skladatelj († 1883)
- 19. september - Christian Heinrich Friedrich Peters, nemško-ameriški astronom († 1890)

## Smrti
- 10. april - grof Joseph-Louis de Lagrange, italijansko-francoski matematik, astronom, [[mehanik (* 1736)
- 28. april - Mihail Ilarionovič Kutuzov, ruski vojskovodja, maršal, diplomat (* 1745)
- 23. avgust - Alexander Wilson, ameriški naravoslovec, ornitolog, risar škotskega rodu (* 1766)